# Eleccions generals espanyoles de 1920

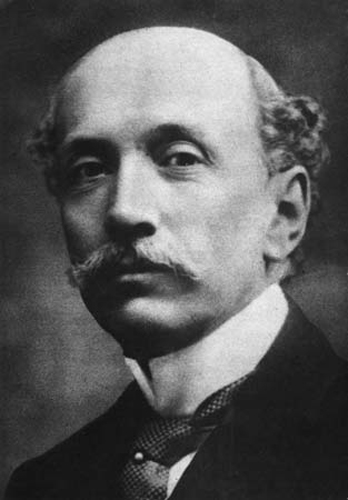
Dato, cap de govern, assassinat el 1921

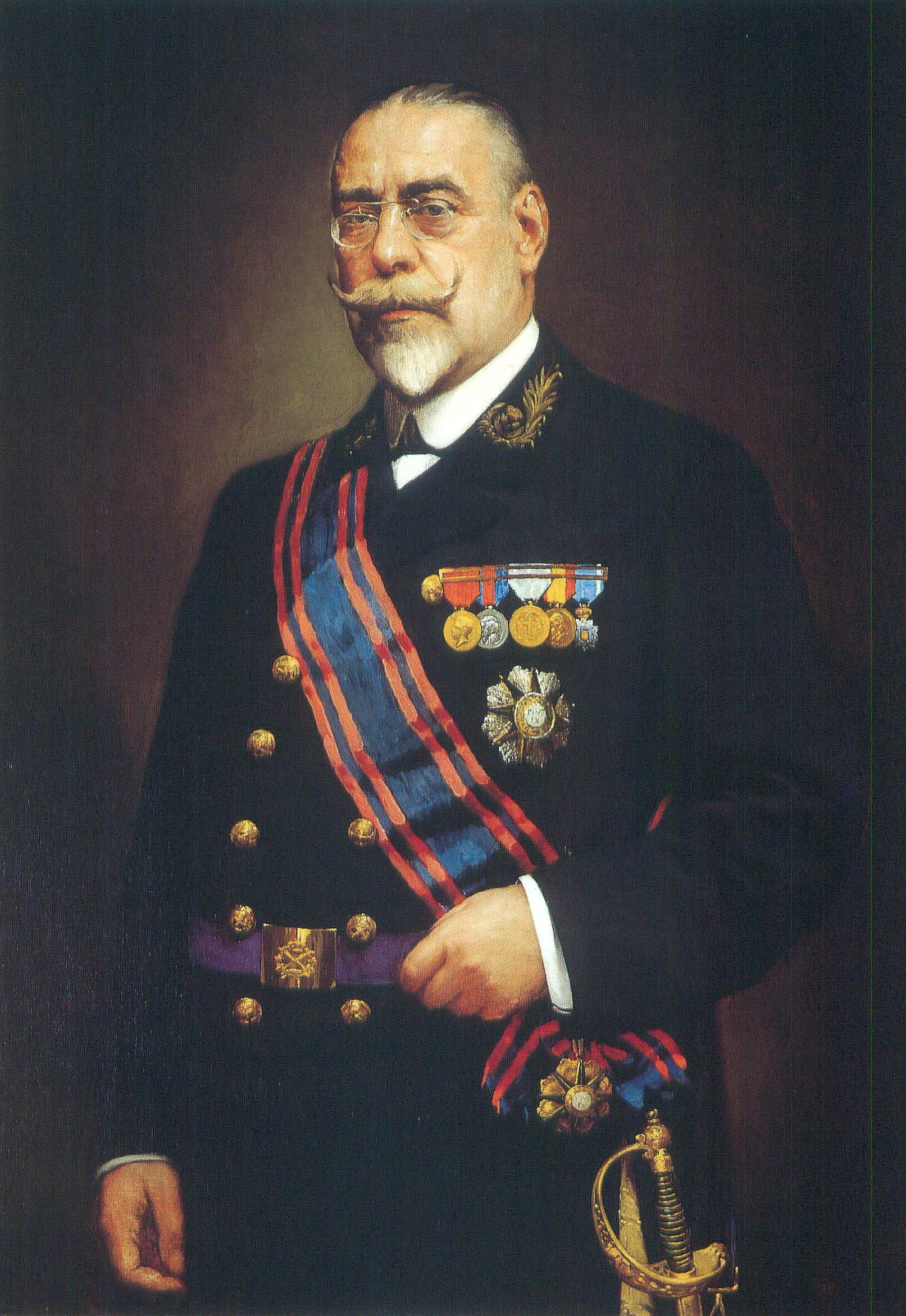
Manuel Allendesalazar

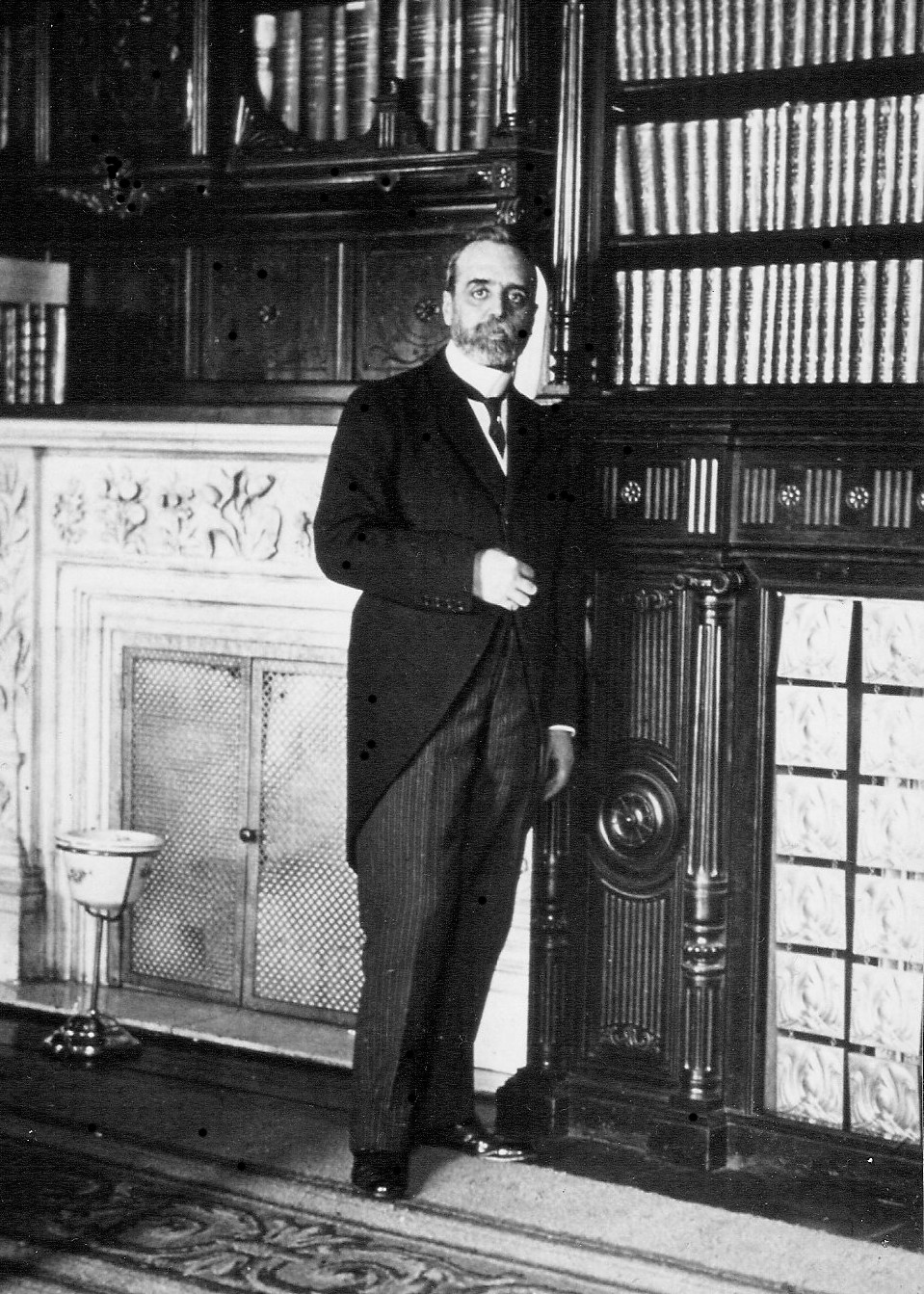
José Sánchez Guerra

Eleccions generals espanyoles de 1920 foren convocades el 19 de desembre de 1920, convocades sota sufragi universal masculí. En total foren escollits 409 diputats, i el vencedor fou el Partit Liberal Conservador, dirigit aleshores per Eduardo Dato e Iradier.
Fou elegit president del Congrés José Sánchez Guerra y Martínez (substituït el 16 de març de 1922 per Gabino Bugallal) i president del Senat Joaquín Sánchez de Toca Calvo. El cap de govern fou Eduardo Dato e Iradier, assassinat el 8 de març de 1921. El va substituir Manuel Allendesalazar Muñoz, qui va dimitir després del desastre d'Annual el juliol de 1921. Aleshores es formà un govern de concentració nacional dirigit per Antoni Maura i Montaner fins al 8 de març de 1922, quan fou nomenat José Sánchez Guerra y Martínez, qui va formar govern fins a la convocatòria de les eleccions de 1923.
Com va passar a totes les eleccions durant la restauració borbònica a Espanya en aquestes el resultat va estar determinat per endavant («encasellat») gràcies al sistemàtic frau electoral portat a terme gràcies al sistema caciquil estès per tot el territori. En aquestes eleccions, el govern que les va convocar les va guanyar, ja que en el règim polític de la Restauració els governs canviaven abans de les eleccions i no després com passava en els règims parlamentaris no fraudulents.

## Composició de la Cambra
| ← Eleccions generals espanyoles, 19 de desembre de 1920 → |        |                                          |
| Partit                                                    | Escons | Líder                                    |
| Partit Conservador                                        | 174    | Eduardo Dato e Iradier                   |
| Partit Liberal Demòcrata                                  | 45     | Manuel García Prieto                     |
| Partit Liberal romanonista                                | 29     | Álvaro Figueroa y Torres Mendieta        |
| Partit Liberal-Esquerra Liberal                           | 28     | Santiago Alba Bonifaz                    |
| Partit Conservador, sector maurista                       | 24     | Antoni Maura                             |
| Partit Conservador, sector Ciervista                      | 23     | Juan de la Cierva y Peñafiel             |
| Lliga Regionalista                                        | 14     | Francesc Cambó                           |
| Partido Reformista                                        | 9      | Melquíades Álvarez                       |
| Partit Republicà Radical                                  | 8      | Alejandro Lerroux                        |
| Unión Monárquica Nacional                                 | 5      | Alfons Sala i Argemí                     |
| Liberals Agraris                                          | 5      | Rafael Gasset Chinchilla                 |
| PSOE                                                      | 4      | Pablo Iglesias                           |
| Comunió Tradicionalista (jaumistes)                       | 4      | Hernando de Larramendi                   |
| Liberales nicetistas                                      | 4      | Niceto Alcalá Zamora                     |
| Federació Monàrquica Autonomista                          | 3      | Manuel Maria Girona i Fernàndez Maqueira |
| Dinàstics bascos                                          | 3      | Luis de Urquijo y Ussía                  |
| Partit Republicà Català                                   | 2      | Francesc Layret                          |
| PURA                                                      | 2      | Fèlix Azzati i Descalci                  |
| Partit Catòlic Tradicionalista                            | 2      | Juan Vázquez de Mella                    |
| Nacionalistes republicans catalans                        | 2      | Francesc Macià                           |
| Partit Republicà Democràtic Federal                       | 1      | Julià Nougués Subirà                     |
| Comunió Nacionalista Basca                                | 1      |                                          |
| Partit Integrista                                         | 1      | Manuel Senante y Martínez                |
| Agrari                                                    | 1      | José Martínez Villar                     |
| Regionalistes aragonesos                                  | 1      | Francisco Bastos Ansart                  |
| Partit Republicà Democràtic                               | 1      | Joan Caballé i Goyeneche                 |
| Independents                                              | 13     |                                          |

## Resultats per circumscripcions

### Catalunya
- Barcelona
  - Francesc Cambó i Batlle (Lliga Regionalista)
  - Narcís Batlle i Baró (Lliga Regionalista)
  - Josep Bertran i Musitu (Lliga Regionalista)
  - Josep Creixell i Iglesias (Lliga Regionalista)
  - Antoni Miracle i Mercader (Lliga Regionalista)
  - Magí Morera i Galícia (Lliga Regionalista)
  - Pere Rahola i Molinas (Lliga Regionalista)
  - Albert Rusiñol i Prats (Lliga Regionalista)
  - Josep Umbert i Rosàs (Lliga Regionalista)
  - Ramon Vilaplana i Forcada (Lliga Regionalista)
  - Emiliano Iglesias Ambrosio (Partit Republicà Radical)
  - Alejandro Lerroux García (Partit Republicà Radical)
  - Manuel Maria Girona i Fernàndez Maqueira (Federació Monàrquica Autonomista)
  - Santiago Güell i López (Federació Monàrquica Autonomista)
  - Lluís Companys i Jover (Partit Republicà Català)
  - Lluís Moret i Català (Izquierda Liberal)
  - Francesc Torras i Villà (Izquierda Liberal)
  - José Enrique de Olano y Loyzaga, comte de Fígols (Conservador maurista)
  - Alfons Sala i Argemí, comte d'Égara (Unión Monárquica Nacional)
  - Josep Zulueta i Gomis (Partido Reformista)
- Girona
  - Joan Ventosa i Calvell (Lliga Regionalista)
  - Eusebi Bertrand i Serra (Lliga Regionalista)
  - Lluís Puig de la Bellacasa i Deu (Lliga Regionalista)
  - Narcís Pla i Deniel (Federació Monàrquica Autonomista)
  - Salvador Albert i Pey (PRC)
  - August Pi i Sunyer (PRC)
  - Juli Fournier i Cuadros (Partit Conservador)
  - Lluís Pons i Tusquets (Conservador maurista)
  - Manuel Rius i Rius, marquès d'Olèrdola (Unión Monárquica Nacional)
- Lleida
  - Daniel Riu i Periquet (Izquierda Liberal)
  - Emili Riu i Periquet (Izquierda Liberal)
  - Joan Sarradell i Farràs (Izquierda Liberal)
  - Eduard Aunós Pérez (Lliga Regionalista)
  - Felip Rodés i Baldrich (independent dins la Lliga Regionalista)
  - Joan Marsans i Peix (Conservador)
  - Salvador Canals i Vilaró (Conservador)
  - Francesc Macià i Llussà (Federació Democràtica Nacionalista)
- Tarragona
  - Carles Maristany i Benito (Lliga Regionalista)
  - Manuel Kindelán y de la Torre (Liberal-Demócrata)
  - Josep Nicolau i Sabater (Unión Monárquica Nacional)
  - Julià Nougués Subirà (Partit Republicà Democràtic Federal)
  - Joan Caballé i Goyeneche (Partit Republicà Democràtic)
  - Lluís Figueroa i Maria (republicà)
  - José Martínez Villar (Conservador)
  - Lluís de Morenés i García-Alesson, marquès d'Argueso (Conservador)

### Illes Balears
- Lluís Tur i Palau (Conservador)
- Josep Socias Gradolí (Conservador)
- Antoni Maura i Montaner (Conservador)
- Josep Cotoner Allendesalazar, comte de Sallent (Conservador)
- Guillermo García Parreño López (Conservador Ciervista)
- Alexandre Rosselló i Pastors (liberal romanonista)
- Lluís Alemany Pujol (Izquierda Liberal)

### País Valencià
- Alacant
  - Salvador Canals y Vilaró (Conservador)
  - José Jorro Miranda comte d'Altea (Conservador)
  - Salvador Amorós Martínez (Conservador)
  - Salvador Serra Lloret (Conservador)
  - Jesús Urríos Pérez (Conservador)
  - Vicente Ruiz Valarino (liberal-demòcrata)
  - Salvador Raventós Clivilles (liberal-demòcrata)
  - José Francos Rodríguez (liberal-demòcrata)
  - Alfonso de Rojas y Pascual de Bonanza (liberal-demòcrata)
  - Joaquim Salvatella i Gisbert (liberal romanonista)
- Castelló
  - Vicente Cantos Figuerola (liberal-demòcrata)
  - Juan Navarro Reverter y Gomis (liberal-demòcrata)
  - Ramón Saiz de Carlos (liberal-demòcrata)
  - Ricardo de la Cierva y Codorníu (Conservador Ciervista)
  - Luis Montiel Balanzat (Conservador Ciervista)
  - Jaime Chicharro Sánchez-Guió (Conservador Ciervista)
  - Fernando Gasset Lacasaña (Partit Republicà Radical)
- València
  - Fèlix Azzati i Descalci (PURA)
  - Adolfo Beltrán Ibáñez (republicà)
  - Vicente Ferrer Peset (republicà)
  - José Ferraz Penelas (Conservador)
  - Carlos Hernández Lázaro (Conservador)
  - Rafael Marín Lázaro (Conservador)
  - Rafael Martínez Agulló y Juez Sarmiento, marquès de Vivel (Conservador)
  - Juan Bautista Valldecabres Rodrigo (Conservador)
  - Manuel García del Moral y de Lamata (liberal romanonista)
  - Juan Izquierdo Alcaide (liberal romanonista)
  - Ernesto Ibáñez Rizo (Partit Liberal)
  - Luis García Guijarro (Comunió Tradicionalista)
  - Federico Loygorri Vives, baró de Benidoleig (Conservador Ciervista)
  - Vicente Puigmoltó Rodríguez-Trelles, comte de Torrefiel (Conservador ciervista)
  - José Montesinos Checa (Conservador ciervista)
  - José Garrigós Pérez